# Мочила (Канал об Сочи)
Мочила (словен. Močila, итал. Podibreghi) је насељено место у општини Канал об Сочи, Горишка регија, Словенија.

## Историја
До територијалне реорганизације у Словенији била је у саставу старе општине Нова Горица. Као самостално насеље Мочила постоји од 2007. године. Настала је издвајањем дела из насеља Анхово.

## Становништво
У попису становништва из 2011. године, Мочила је имала 76 становника.
| Број становника према пописима |
| ------------------------------ |
| 2011                           |
| 76                             |

Напомена: Године 2007. настала издвајањем дела из насеља Анхово.